# Sidney Robinson
Sidney John Robinson (Denton, Northamptonshire, 1 d'agost de 1876 – Long Sutton, Lincolnshire, 3 de febrer de 1959) va ser un migfondista britànic de primers del segle XX especialista en les curses d'obstacles.
El 1900 va participar en els Jocs Olímpics de París en què guanyà tres medalles. En la cursa dels 2500 metres obstacles guanyà la medalla de plata, en quedar per darrere George Orton, però superant el francès Jacques Chastanié. En els 4000 metres obstacles guanyà la medalla de bronze en quedar per darrere els seus compatriotes John Rimmer i Charles Bennett.
La medalla d'or la guanyà formant part de l'equip mixt britànic-australià en la cursa dels 5000 metres per equips. Els altres components de l'equip eren: Charles Bennett, John Rimmer, Alfred Tysoe i Stanley Rowley.

## Millors marques
- Tres milles. 15' 04.0", el 1898
- Quatre milles. 20' 16.0", el 1898
- Sis milles. 30' 52.0", el 1898
- Deu milles. 53' 12.0", el 1898[1]